# 83 Льва
83 Льва (лат. 83 Leonis) — двойная звезда, которая находится в созвездии Льва на расстоянии около 57,6 световых лет от нас. Она имеет, как минимум, одну планету.

## Характеристики
Система 83 Льва состоит из двух оранжевых звёзд: субгиганта и карлика главной последовательности. Согласно шестому каталогу визуальных орбит двойных звёзд, компоненты системы А и В разделены между собой на среднем расстоянии 720 а. е. (40,76") и движутся вокруг общего центра масс по сильно вытянутой эллиптической орбите (e=0,46), совершая полный оборот за 32 тысячи лет. Орбита звёзд повёрнута к земному наблюдателю под углом 126,6°. Впервые она упоминается под обозначением Струве 1540 в каталоге российского астронома Василия Струве, первого директора Пулковской обсерватории. Называемые по имени своего первооткрывателя, звёзды из двух каталогов, составленных им, иногда обозначаются греческой буквой Сигма. Соответственно, данная звезда часто обозначается как Σ 1540 AB.

### 83 Льва A
Главная компонента системы относится к классу оранжевых субгигантов и имеет массу, приблизительно равную массе Солнца. Её диаметр эквивалентен 1,9, а светимость — 0,66 солнечных соответственно.

### 83 Льва B
Вторая компонента представляет собой оранжевый карлик с массой и диаметром, равным 88 % и 81 % солнечных соответственно. Её светимость составляет всего лишь 24 % солнечной. Вокруг данной звезды обращается на близком расстоянии, как минимум, одна планета.

## Планетная система
В январе 2005 года группа астрономов объявила об открытии планеты 83 Льва B b (HD 94492 b) в системе. Она обращается по сильно вытянутой эллиптической орбите вокруг компоненты 83 Льва B на расстоянии 0,12 а. е., совершая полный оборот за 17 суток. Её масса оценивается приблизительно в 0,109 масс Юпитера.
В 2010 году была открыта вторая планета, 83 Льва B c (HD 94492 c), которая представляет собой газовый гигант, имеющий массу 36 % массы Юпитера. Обращается планета на расстоянии 5,4 а. е. от родительской звезды. В 2016 году HD 99492 c была закрыта.

## Ближайшее окружение звезды
Следующие звёздные системы находятся на расстоянии в пределах 20 световых лет от 83 Льва:
| Звезда     | Спектральный класс | Расстояние, св. лет |
| BD+05 2463 | K5 V               | 3,8                 |
| G 10-17    | K-M V              | 4,9                 |
| Росс 9358  | M0 V / ?           | 6,4                 |
| L 1044-70  | M V / M V          | 8,2                 |
| LP 673-13  | M V                | 8,3                 |
| BD+08 2434 | K0 V               | 8,7                 |
| Вольф 370  | K7 V               | 9,1                 |
| L 1187-43  | K-M3,5 V           | 9,3                 |
| Вольф 398  | M3                 | 9,6                 |
| LTT 12899  | MV                 | 9,9                 |
| Глизе 452  | F4-M V / M3-4 V    | 16                  |
| LP 732-94  | M8 V               | 17                  |
| δ Льва     | A4 V               | 18                  |